# Acellalis
Acellalis és un gènere monotípic d'arnes de la família Crambidae. Conté només una espècie, Acellalis iridialis, que es troba a Indonèsia (Illa Ambon).